# カルトリンクス
カルトリンクス（学名:Cartorhynchus）またはカートリンカスは魚竜類の祖先に近い初期の海洋爬虫類。

## 名称
属名はギリシア語のκαρτός（kartos）とῥύγχος（rhynchos）、種小名はラテン語のlentusとcarpusの合成語で「短い吻と柔軟な手首」を意味する。

## 形態

人間の手との大きさの比較

保存された標本の大きさは約21.4cm。藻谷らは近縁種と同程度の長さの尾を持っていたと仮定し、全長40cm、体重2kgと推定した  。
2021年、サンダーらは藻谷らの推定よりはるかに軽く237gと見積もった。
歯は三列で、上顎骨にはそれぞれ7、5、（おそらく）1本の歯を持ち、歯骨にはそれぞれ10、7、4本の歯を持っていた。
体の割に大きい胸びれを使って泳ぎ、陸を歩くこともできた。

## 生態
ウミガメのような鰭脚を持っていたため、陸上での活動も可能であった。短い胴体、短い吻、バラストの役割を果たす太い肋骨を持っているため水陸両生の生活を送っていたと考えられる。

### 食性
記載時、藻谷らは狭い吻に圧力を集中させることで捕食する吸引捕食者と推測した。舌骨およびその周囲の堅牢性、歯がないと（誤って）考えられていたことに由来する。歯の発見後の2020年、Huangらはカルトリンクスが殻を持った動物を捕食した可能性を指摘し、同時にこれがかつての吸引捕食説とも矛盾しないことを示した。